# Psycho Fox
Psycho Fox es un videojuego de Sega para la consola Sega Master System lanzado al mercado en el año 1989.
Es un videojuego de plataformas side-scrolling típico de los 90. 
La historia trata sobre un demonio llamado Madfox Daimyojin gobierna en la región y el pueblo manda a un héroe, Psycho Fox, para librarse de él.

## Características del juego
- Enemigos por el camino en forma de animales.
- Psycho Fox puede transmutar en distintos animales, con distintas características:
  - Hipopótamo: es el personaje más lento, su salto es bajo y corto, pero, en contraste es muy poderoso ya que puede romper bloques que para otros personajes son indestructibles.
  - Mono: su característica principal es su capacidad de dar grandes saltos.
  - Tigre: es el personaje que más rápido corre.
- Existe un compañero especial, BirdFly, que es tanto un escudo como un arma arrojadiza a modo boomerang. En condiciones normales va en el hombro de Psycho Fox. Actúa como vida extra en caso de perderla y tenerlo en ese momento en el hombro, entonces BirdFly desaparece.
- Existen rondas de bonus en las cuales se debe elegir uno de los caminos que aparecen.

## Curiosidades
- En Brasil se publicó como "Sapo Xulé: Os invasores do Brejo", en el que se utilizaban personajes de un cómic Brasileño, "Sapo Xulé": un cerdo, una tortuga y un ratón.

- La música y los gráficos son muy simpáticos, y aunque la jugabilidad al principio es un poco complicada, al aumentar la confianza y seguridad del jugador para con ella, la velocidad del juego puede aumentar considerablemente. Suele haber en casi todos los niveles varias posibilidades de completar cada ronda: por abajo, o por otras plataformas más elevadas. Los malos finales de cada ronda son muy peculiares, como la mayor parte de los enemigos.